# غوتاما مهاريشي
غوتاما مهاريشي (بالسنسكريتية: महर्षिः गौतम)‏ كان حكيمًا في نصوص الريجفدا الهندوسية، كما وجد ذكره في الجاينية والبوذية.

## نُبذة
بحسب فامانا بورانا، كان لديه ثلاث بنات وهُنَّ جايا وجايانتي وأباراجيتا. وفقًا لفالميكي رامايان، فإن الابن الأكبر هو ساتاناندا، ووفقًا لأدي بارفا، كان لديه ولدان اسمهما سارادفان وسيراكاري. كان سرادفان معروفًا أيضًا باسم غوتاما، ومن ثم أطلق على ابنيه كريبا وكريبي، بجانب هذا لدى غوتاما ابنة تدعى أنجانا وهي والدة اللورد هانومان. زوجته هي أهاليا التي أغواها إندرا حيث أتاها متنكرا بهيئة زوجها وواقعها فلعنت إثر ذلك من قبل غواتاما فتحولت إلى حجرٍ راسخٍ، وجاء راما فخلصها من هذه اللعنة.